# Municipi de Lubāna
El municipi de Lubāna (en letó: Lubānas novads) és un dels 110 municipis de Letònia, que es troba localitzat a l'est del país bàltic, i que té com a capital la localitat de Lubāna. El municipi va ser creat l'any 2007 després d'una reorganització territorial.

## Ciutats i zones rurals
- Lubāna (ciutat)
- Indrānu pagasts (zona rural)

## Població i territori
La seva població està composta per un total de 2.881 persones (2009). La superfície del municipi té uns 346,9 kilòmetres quadrats, i la densitat poblacional és de 8,30 habitants per kilòmetre quadrat.